# Valeria Canella
Valeria Canella (Torino, 6 febbraio 1982) è una lunghista italiana.
Iniziò a praticare sport da giovanissima con la ginnastica artistica e la danza. Nel 1994 iniziò a entrare nel mondo dell'atletica leggera nei centri giovanili del CUS Torino. All'inizio del 2004 venne reclutata nelle Fiamme Azzurre e iniziò a gareggiare ad alto livello, soprattutto nazionale.
È stata quattro volte campionessa italiana assoluta del salto in lungo, una delle quali all'aperto e tre indoor, tra il 2006 e il 2008. Nel 2007 prese parte alle Universiadi di Bangkok, classificandosi al dodicesimo posto.

## Progressione

### Salto in lungo indoor
| Stagione | Risultato | Luogo  | Data      | Rank. Mond. |
| -------- | --------- | ------ | --------- | ----------- |
| 2010     | 5,94 m    | Ancona | 23-1-2010 | -           |
| 2009     | 6,22 m    | Ancona | 24-1-2009 | -           |
| 2008     | 6,53 m    | Ancona | 20-1-2008 | 30ª         |
| 2007     | 6,52 m    | Ancona | 11-2-2007 | 30ª         |
| 2006     | 6,48 m    | Ancona | 18-2-2006 | 45ª         |

## Palmarès
| Anno | Manifestazione   | Sede     | Evento         | Risultato | Prestazione | Note |
| ---- | ---------------- | -------- | -------------- | --------- | ----------- | ---- |
| 2001 | Europei juniores | Grosseto | Salto in lungo | 7ª        | 5,99 m      |      |
| 2007 | Universiadi      | Bangkok  | Salto in lungo | 12ª       | 6,23 m      |      |

## Campionati nazionali
- 1 volta campionessa italiana assoluta del salto in lungo (2006)
- 3 volte campionessa italiana assoluta del salto in lungo indoor (2006, 2007, 2008)

2006
- Oro ai campionati italiani assoluti di atletica leggera indoor, salto in lungo - 6,48 m
- Oro ai campionati italiani assoluti di atletica leggera, salto in lungo - 6,29 m

2007
- Oro ai campionati italiani assoluti di atletica leggera indoor, salto in lungo - 6,35 m
- Bronzo ai campionati italiani assoluti di atletica leggera, salto in lungo - 6,37 m

2008
- Oro ai campionati italiani assoluti di atletica leggera indoor, salto in lungo - 6,44 m

2009
- Argento ai campionati italiani assoluti di atletica leggera indoor, salto in lungo - 6,20 m